# Anguliphantes nepalensis
Anguliphantes nepalensis är en spindelart som först beskrevs av Andrei V. Tanasevitch 1987.  Anguliphantes nepalensis ingår i släktet Anguliphantes och familjen täckvävarspindlar.
Artens utbredningsområde är Nepal. Inga underarter finns listade i Catalogue of Life.